# Пискоровце
Пискоровце (слч. Piskorovce) насељено је мјесто са административним статусом сеоске општине (слч. obec) у округу Вранов на Топлој, у Прешовском крају, Словачка Република.

## Становништво
| Година:    | 1994. | 2004.   | 2014.    | 2024.    |
| ---------- | ----- | ------- | -------- | -------- |
| Број људи: | 166   | 160     | 142      | 112      |
| Разлика:   |       | -3,61 % | -11,25 % | -21,12 % |

| Година:    | 2023. | 2024.   |
| ---------- | ----- | ------- |
| Број људи: | 115   | 112     |
| Разлика:   |       | -2,60 % |

Према подацима о броју становника из 2024. године насеље је имало 112 становника.